# Flavio Pietro
Flavio Pietro (latino: Flavius Petrus; fl. 506-516) è stato un politico romano durante il regno di Teodorico il Grande.

## Biografia
Pietro apparteneva ad una nobile famiglia. Nel 506 ricevette una lettera di congratulazioni da parte di Ennodio, probabilmente a seguito dell'ottenimento di una magistratura minore.
Nel 510/511 Teodorico il Grande scrisse al praefectus urbi Argolico chiedendogli di inserirlo nel senato romano, in quanto aveva già la gravitas di un senatore.
Nel 516 resse il consolato senza collega.